# Ecru (Mississippi)
Pour la couleur, voir Écru.
La ville américaine d’Ecru est située dans le comté de Pontotoc, dans l’État du Mississippi. Lors du recensement de 2010, sa population s’élevait à 895 habitants.

## Source
- (en) Cet article est partiellement ou en totalité issu de l’article de Wikipédia en anglais intitulé « Ecru, Mississippi » (voir la liste des auteurs).